# Jake McDorman
John Allen Jake McDorman IV (Dallas, 8 luglio 1986) è un attore statunitense.

## Biografia
McDorman nasce a Dallas, in Texas, da Deborah Gale e John Allen McDorman III. Ha una sorella minore, Morgan, e una sorellastra più grande, Mandy. Dopo aver lasciato i Boy Scouts of America per perseguire la carriera da attore, ha recitato la parte di un boy scout in un film industriale riguardo all'importanza di questa attività. McDorman ha studiato recitazione alla Dallas Young Actors Studio e frequentato la Richardson High School, Westwood JH e la Northwood Hills Elementary in Texas. È legato sentimentalmente all'attrice Analeigh Tipton, conosciuta sul set della serie dell'ABC Manhattan Love Story.
McDorman è conosciuto per il ruolo di Evan Chambers nella serie televisiva Greek - La confraternita e quello di Mike Pratt in Shameless. Ha anche interpretato il ruolo di Raymond nel film Aquamarine, mentre nel 2015 è il protagonista della serie televisiva Limitless.
Nel 2018 entra a far parte del cast della serie televisiva Murphy Brown nel ruolo di Avery Brown, figlio della protagonista.

## Filmografia

### Cinema
- Echoes of Innocence, regia di Nathan Todd Sims (2005)
- Aquamarine, regia di Elizabeth Allen (2006)
- Ragazze nel pallone - Tutto o niente (Bring It On: All or Nothing), regia di Steve Rash (2006)
- Die Hard - Vivere o morire (Live Free or Die Hard), regia di Len Wiseman (2007)
- American Sniper, regia di Clint Eastwood (2014)
- Always Watching: A Marble Hornets Story, regia di James Moran (2015)
- Me Him Her, regia di Max Landis (2015)
- Lady Bird, regia di Greta Gerwig (2017)
- A Modern Family (Ideal Home), regia di Andrew Fleming (2018)
- Unloveable, regia di Suzi Yoonessi (2018)
- The Escape of Prisoner 614, regia di Zach Golden (2018)
- Non ti presento i miei (Happiest Season), regia di Clea DuVall (2020)

### Televisione
- Run of the House – serie TV, 2 episodi (2003)
- Give Me Five – serie TV, 22 episodi (2004-2005)
- Dr. House - Medical Division (House, M.D.) – serie TV, episodio 2x16 (2006)
- CSI: Miami – serie TV, episodio 5x09 (2006)
- Cold Case - Delitti irrisolti (Cold Case) – serie TV, episodio 4x12 (2007)
- Greek - La confraternita (Greek) – serie TV, 70 episodi (2007-2011)
- Memphis Beat – serie TV, episodio 2x02 (2011)
- Are You There, Chelsea? – serie TV, 12 episodi (2012)
- Shameless – serie TV, 10 episodi (2013-2014)
- Manhattan Love Story – serie TV, 11 episodi (2014)
- Limitless – serie TV, 22 episodi (2015-2016)
- Murphy Brown – serie TV, 12 episodi (2018)
- What We Do in the Shadows – serie TV, 3 episodi (2019)
- Watchmen – miniserie TV, episodio 1x06 (2019)
- The Right Stuff - Uomini veri (The Right Stuff) – serie TV, 8 episodi (2020)
- Dopesick - Dichiarazione di dipendenza (Dopesick)  – miniserie TV (2021)

## Doppiatori italiani
Nelle versioni in italiano delle opere in cui ha recitato, Jake McDorman è stato doppiato da:
- Marco Vivio in Greek - La confraternita, Shameless, The Right Stuff - Uomini veri, Dopesick - Dichiarazione di dipendenza, Jerry e Marge giocano alla lotteria
- Andrea Mete in Cold Case - Delitti irrisolti, American Sniper
- Gianfranco Miranda in Are You There, Chelsea?, Watchmen
- Emanuele Ruzza in Lady Bird, Non ti presento i miei
- David Chevalier in Dr. House - Medical Division
- Fabrizio Dolce in What We Do in the Shadows
- Vittorio Guerrieri in Die Hard - Vivere o morire
- Nanni Baldini in Ragazze nel pallone - Tutto o niente
- Stefano Crescentini in Murphy Brown
- Daniele Raffaeli in A Modern Family
- Alessio Puccio in Give Me Five
- Davide Perino in Aquamarine
- Corrado Conforti in CSI: Miami
- Simone D'Andrea in Limitless